# Racer (Kennywood)
Racer de naam van twee houten achtbanen in het Amerikaanse attractiepark Kennywood.

## De huidige Racer
De huidige Racer is een door John A. Miller ontworpen houten möbiusachtbaan (er worden twee rondjes, die bijna identiek aan elkaar zijn, per ritje afgelegd) die opende in 1927.

### Bouw en lay-out
De huidige Racer werd gebouwd door Charlie Mach. John A. Miller werd door Kennywood ingehuurd voor het ontwerp van de huidige Racer aangezien het ontwerp van de oude Racer goed beviel. De totale kosten van het ontwerp en de bouw bedroegen $ 75.000 wat beduidend meer was dan bij de Jack Rabbit en Thunderbolt. De reden hiervoor was het minder efficiënt gebruik van het terrein. De möbiuslay-out werd veroorzaakt door de plaatsing van het station en de manier waarop de rails is gelegd vanaf daar. De beide treinen draaien allebei een andere kant op uit het station en komen aan de andere kant van elkaar uit voor de optakeling, deze wisseling van kant blijft zo gedurende de rest van de rit waardoor de twee banen uiteindelijk effectief één rondje vormen in plaats van twee rondjes wat gebruikelijk is bij een tweelingachtbaan.

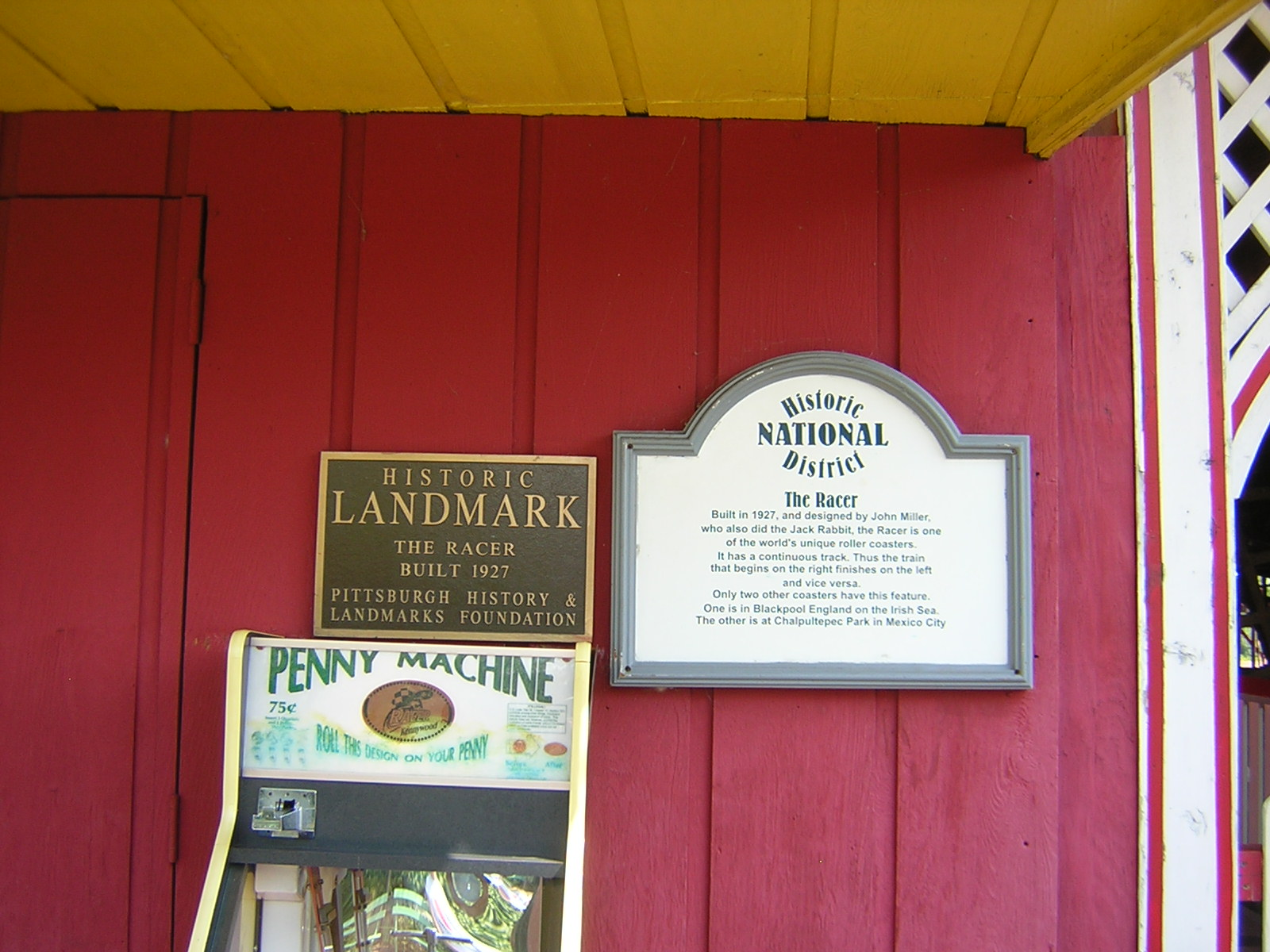
Een plaquette van de stad Pittsburgh.

In 1949 werd de laatste heuvel uit de baan verwijderd door Andy Vettel. In 1946 en 1960 werd het station van de achtbaan verbouwd. Nadat Kennywood werd opgenomen in het register van National Historic Landmarks werd het station in 1990 gerestaureerd. De Racer is erkend Historic Landmark van Pittsburgh.

### Galerij

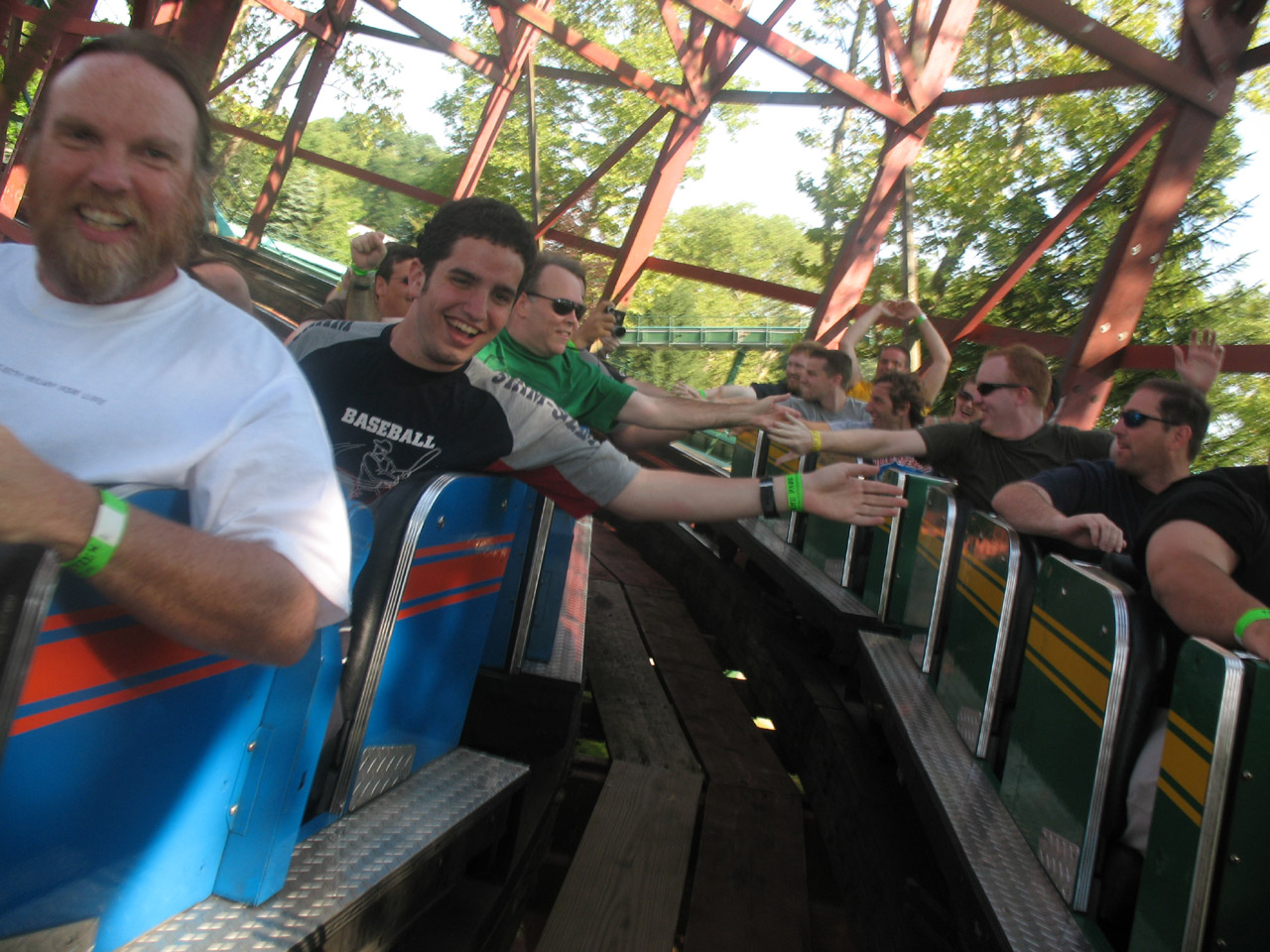
De treinen van Racer rijden dicht genoeg bij elkaar om tijdens de rit fysiek contact te maken met bezoekers in de andere trein
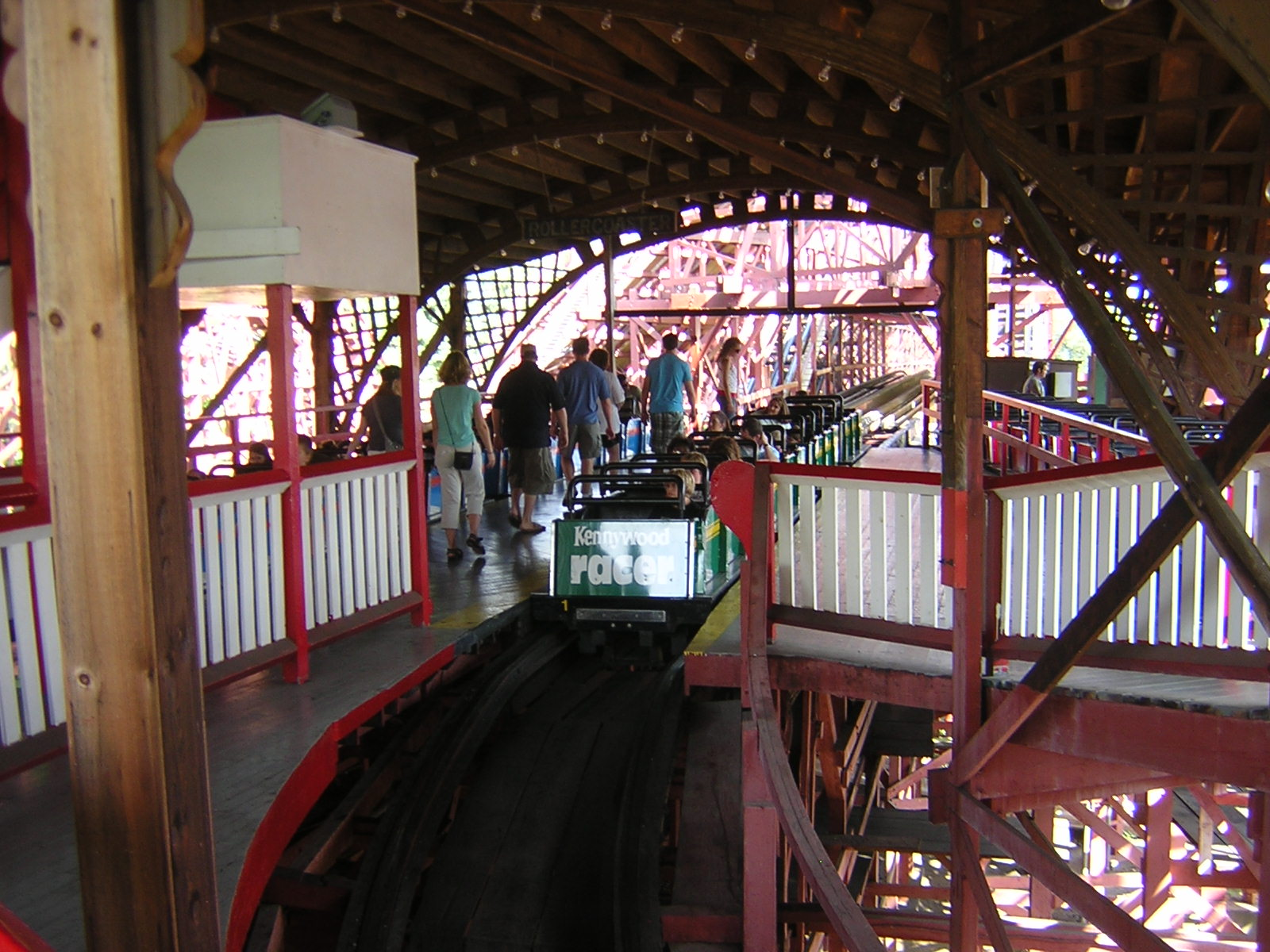
De groene trein in het station
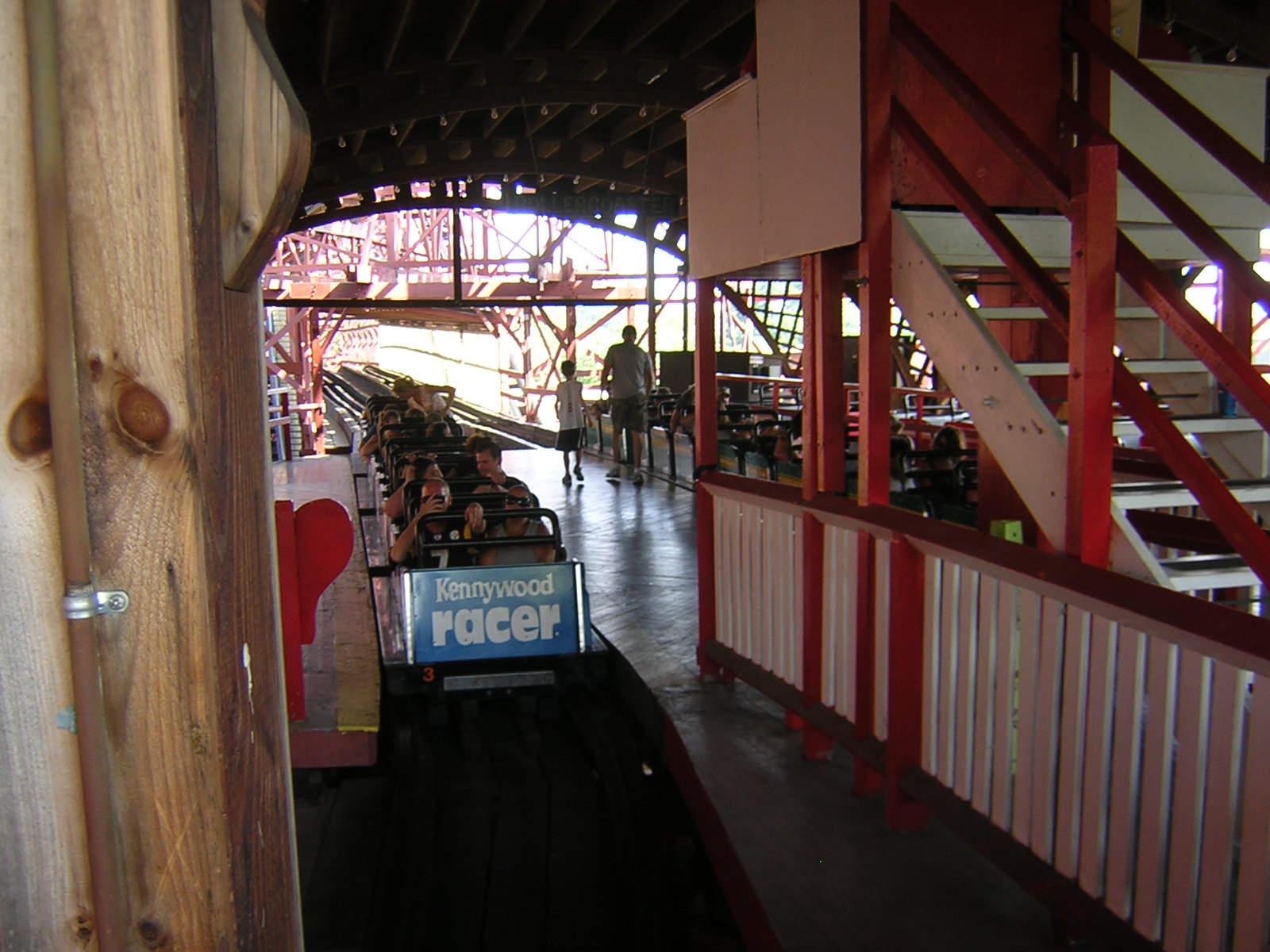
De blauwe trein in het station

## Racer 1910-1926
De voormalige Racer was een houten tweelingzijfrictieachtbaan die opende in 1910. De baan was ontworpen door John A. Miller en werd gebouwd door de Ingersoll Brothers. De bochten en dalingen van de Racer waren mild aangezien een zijfrictieachtbaan geen upstop-wielen heeft. De baan gebruikte twee treinen met iedere zes wagons die plaats boden aan drie personen. In 1926 werd de oorspronkelijke Racer afgebroken om plaats te maken voor Kiddieland.